# Liam O'Kane
Liam O'Kane (Derry, 17 giugno 1948) è un ex calciatore nordirlandese, di ruolo difensore.

## Carriera

### Nazionale
Debutta il 18 aprile 1970 contro la Scozia (0-1).